# I Bury the Living
I Bury the Living è un film del 1958 diretto da Albert Band.
È un film horror statunitense con Richard Boone, Theodore Bikel e Peggy Maurer.

## Produzione
Il film, diretto da Albert Band su una sceneggiatura e un soggetto di Louis Garfinkle, fu prodotto dagli stessi Band e Garfinkle per la Maxim Productions e girato dal 29 aprile 1957. I titoli di lavorazione furono  Killer on the Wall e  Killer at Large.

## Colonna sonora
- Hey, Ho, Anybody Home? - tradizionale, eseguita da Theodore Bikel
- Lord Randall, My Son - tradizionale, eseguita da Theodore Bikel

## Distribuzione
Il film fu distribuito negli Stati Uniti nel luglio 1958 al cinema dalla United Artists.
Altre distribuzioni:
- in Spagna (Entierro a los vivos)
- in Francia (J'enterre les vivants)
- in Grecia (To mystiko ton exi nekron)

La pellicola è entrata nel pubblico dominio negli Stati Uniti.

## Promozione
Le tagline sono:
- THE MOST SPINE-CHILLING CRY THAT EVER FROZE THE BLOOD!...
- SHOCKS THAT CHALLENGE THE IMAGINATION!!!
- Out of a time-rotted tomb crawls an unspeakable horror!
- A creature to freeze your blood! A story to chill your soul!